# Bruno Marie-Rose
Bruno Marie-Rose (Bordeaux, 20 maggio 1965) è un ex velocista francese.
È stato medaglia d'oro con la staffetta 4x100 m ai Campionati europei di Spalato 1990, col nuovo record del mondo, stabilito assieme a Jean-Charles Trouabal, Daniel Sangouma e Max Morinière. Con la stessa identica formazione di staffetta è stato ancora argento ai mondiali di Tokyo 1991 e bronzo ai Giochi olimpici di Seul 1988, ma con Gilles Quénéhervé al posto di Trouabal.

## Biografia
L'impresa della staffetta 4×100 metri transalpina agli europei di Spalato 1990 ebbe particolare risalto mediatico, perché il loro nuovo record del mondo di 37"79 andava a cancellare il 37"84 stabilito dal fantastico team statunitense (Carl Lewis e compagni) ai Giochi olimpici di Los Angeles 1984 .

## Palmarès
| Anno | Manifestazione      | Sede    | Evento            | Risultato | Prestazione | Note            |
| ---- | ------------------- | ------- | ----------------- | --------- | ----------- | --------------- |
| 1988 | Giochi olimpici     | Seul    | Staffetta 4×100 m | Bronzo    | 38"40       |                 |
| 1990 | Campionati europei  | Spalato | Staffetta 4×100 m | Oro       | 37"79       | Record mondiale |
| 1991 | Campionati mondiali | Tokyo   | Staffetta 4×100 m | Argento   | 37"87       |                 |